# Site archéologique du Harzhorn
Le site archéologique du Harzhorn est un ancien champ de bataille localisé sur la colline du même nom, près de Kalefeld, municipalité de Bad Gandersheim, en Basse-Saxe en Allemagne. Des vestiges ont été trouvés dans la terre sur une superficie de 2,0 × 0,5 km (en avril 2009) qui indiquent une bataille entre les Romains et les Germains dans la première moitié du IIIe siècle. Le site archéologique est considéré par les fouilleurs comme une découverte révolutionnaire, à laquelle on attribue une importance scientifique exceptionnelle. Le champ de bataille découvert en décembre 2008, jouxte celui de la bataille de la forêt de Teutobourg, le site archéologique de Bentumersiel (de), dans la municipalité de Jemgum, et le camp militaire romain de Hedemünden (de). C'est l'un des rares sites archéologiques romains du nord de l'Allemagne.

## Datation
La plus ancienne pièce de monnaie qui peut être datée avec certitude date de 228 apr. J.-C. Des restes de bois non calcinés ont été trouvés dans les fûts de fers de lance, qui sont datés par la méthode du Carbone 14 d'environ 1 800 ans, avec une marge de 30 ans, soit 240 apr. J.-C. environ pour la dernière année possible.
De l'Historia Augusta, on sait que l'empereur Maximin a mené une campagne contre les Teutons en 235, dans laquelle il aurait avancé entre 300 (trecenta) et 400 milles (quadringenta) en territoire hostile depuis Mogontiacum. Dans les premières rééditions modernes de cette écriture, cela a été "corrigé" en triginta et quadraginta (30 et 40 milles respectivement) parce qu'un effort de guerre aussi important était considéré comme impossible à l'époque, mais la découverte du champ de bataille à Kalefeld en montre probablement l'erreur, et semble confirmer l' Historia Augusta.
Une combinaison des données indique vraisemblablement qu'à l'été ou à l'automne 235, une bataille a eu lieu entre la Legio IV Flavia Felix (rebaptisée Legio IV Flavia Maximiniana par l'empereur Maximin) et une tribu germanique. Cependant, les chercheurs n'excluent pas une bataille entre deux tribus germaniques qui se sont battues avec des armes de fabrication romaine.
La bataille a pu se dérouler sous le règne d'un des deux empereurs : Sévère Alexandre (222–235) ou Maximin Ier le Thrace (235–38).

## Contexte historique
La monnaie des empereurs romains Caracalla (211 à 217) et Sévère Alexandre date la bataille du 2e quart du IIIe siècle apr. J.-C. Cela place la bataille à la jonction entre le règne des empereurs Sévères et le début de la Crise du IIIe siècle.

### Les empereurs Sévères
L'Empire romain fut gouverné par la dynastie des empereurs Sévères de 193 à 235. Le règne des empereurs Sévères est vu comme une dernière phase de stabilité relative avant l'ère tumultueuse de l'anarchie militaire et la Crise du IIIe siècle.

### Crise duIIIesiècle
Le meurtre du dernier empereur Sévère, Sévère Alexandre et l'ascension de Maximin Ier le Thrace, un praefectus legionis d'origine thrace, à la pourpre, marquent l'événement de l'époque de la Crise du IIIe siècle. Au cours des 40 années suivantes, l'Empire romain serait gouverné par quelque 20 à 25 prétendants au trône impérial, et son territoire envahi par de nombreux ennemis étrangers (parmi lesquels les Alamans, les Goths et les Vandales), et même divisé en trois empires concurrents.

## La bataille
Les archéologues responsables des fouilles pensent que les quelque 1500 artefacts trouvés sur le site de la bataille sont associés à des légionnaires romains. Un seul fer de lance et quelques pointes de flèches peuvent être certainement identifiés comme germaniques. Étant donné que les tribus germaniques de l'époque étaient également parfois équipées d'armes romaines, une première hypothèse a été avancée que cette confrontation aurait pu être une bataille entre tribus germaniques. D'autres fouilles germaniques de l'époque révèlent que de nombreux conflits de ce type ont eu lieu au IIIe siècle. La découverte de nombreux boulons associés au Scorpion ou à la Cheiroballistra (en), qui étaient exclusivement utilisés par les légions romaines, prouve, selon les scientifiques, que cette bataille impliquait un plus grand nombre de troupes romaines.
L'hypothèse de travail des scientifiques est que les troupes romaines revenaient de la plaine d'Allemagne du Nord. Ils ont trouvé le col du Harzhorn bloqué par un grand nombre de Germains et ont dû se frayer un chemin, en utilisant leur artillerie. Les découvertes indiquent un succès romain, en raison de leur technologie militaire supérieure.

## Le site

### Découverte
En 2000, deux personnes utilisant illégalement des détecteurs de métaux ont découvert plusieurs artefacts au Harzhorn lors de la recherche d'une forteresse médiévale. Lorsque l'un des artefacts qu'ils ont déterrés s'est avéré être une hipposandale romaine, ils ont informé l'archéologue du comté de Northeim responsable de cette zone.

### Localisation

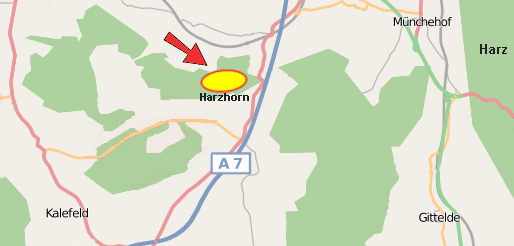
Localisation du champ de bataille

Le champ de bataille se trouve sur le bord oriental d'une chaîne de collines allant d'est en ouest depuis les montagnes du Harz. Dans le sens nord-sud, il ne peut être franchi que par un col étroit, qui fait partie d'une ancienne route commerciale, et aujourd'hui occupé par la Bundesautobahn 7.

### Datation
Il n'y a pas de date explicite pour la bataille. Une pièce frappée sous l'empereur Commode et montrant son portrait et certaines pièces spécifiques d'équipement militaire dataient à l'origine la bataille après 180 apr. J.-C. Une hypothèse a suggéré le début du IIIe siècle, comme les supposées campagnes germaniques des empereurs Caracalla et Maximin Le Thrace. Ces deux éléments sont attestés dans des sources historiques, mais aucune preuve archéologique n'avait été trouvée jusqu'à présent.
Des découvertes de pièces de monnaie ultérieures représentant les empereurs Héliogabale (218–222) et Sévère Alexandre (222–235) suggèrent en outre les campagnes de Maximin Le Thrace. L' Historia Augusta, une collection romaine tardive de biographies des empereurs romains, mentionne que Maximin Le Thrace a marché vers le nord depuis Mogontiacum (aujourd'hui Mayence) sur environ 300 (trecenta) à 400 (quadringenta) miles romains. Comme cela était considéré comme impossible, ce passage était souvent changé en triginta et quadraginta (30 à 40 milles).
Le numismate Frank Berger date la bataille entre 230 et 235.
Des tribus germaniques avaient franchi le Rhin et dévasté la campagne romaine en 233 ; en 235, Maximin Le Thrace mena une campagne de vengeance en Germanie, qui avait été préparée par son prédécesseur, Sévère Alexandre.

### Mise au jour
Environ 3000 objets ont été trouvés sur le site dont des pointes de flèches, de lances, des monnaies, des casques, des harnais, des pièces de chariots et de baliste.
Les artefacts ne proviennent pas du col lui-même, mais de la colline du Harzhorn, qui se trouve directement à l'ouest de celui-ci. Les falaises juste au nord de ce point sont très abruptes et presque infranchissables, ce qui en fait un point d'embuscade idéal.

## Sources
Des sources romaines racontent de plus grandes campagnes à l'est du Rhin et au nord du Danube au IIIe siècle, en particulier sous les règnes des empereurs Caracalla (en 213) et Maximin Le Thrace (en 235). Bien que cela soit connu des historiens depuis longtemps, il n'y a jamais eu de preuve archéologique d'une campagne pendant cette période au sein de la Magna Germania.
Les sources ne sont pas claires sur l'étendue de ces opérations militaires. On a supposé qu'ils avaient eu lieu près du limes. Les quelques sources qui suggéraient le contraire étaient supposées non fiables.
La bataille du Harzhorn, telle qu'interprétée par les artefacts trouvés à ce jour, prouve maintenant que les Romains sont allés beaucoup plus profondément en Germanie au cours du IIIe siècle qu'on ne le pensait possible auparavant.

## Conséquences historiques
Les événements sur le Harzhorn ont eu lieu environ 200 ans après la bataille de la forêt de Teutobourg et les campagnes de Germanicus (jusqu'en 16 apr. J.-C.). Ces campagnes marquent la fin de la tentative de Rome de conquérir les terres entre le Rhin et l'Elbe et de les intégrer à l'Empire romain. Dans les années suivantes, les Romains ont étendu leurs fortifications frontalières, le limes, pour inclure des parties de la Germanie et raccourcir leurs lignes de défense. Celui-ci intégra les Champs Décumates dans l'empire. Cependant, des campagnes aussi profondes dans le nord de la Germanie n'étaient pas connues après cela. La bataille du Harzhorn est la preuve archéologique qu'elles existaient néanmoins.

## Visite et informations
En 2014, un point d'information a été installé sur place, sur le versant est de la colline du Harzhorn et à proximité de la Bundesautobahn 7, à mi-chemin, et à 6 km des sorties 67 à Seesen et 68 à Echte, municipalité de Kalefeld. La Bundesstraße 248 a été déplacée de plusieurs dizaines de mètres à cet effet.

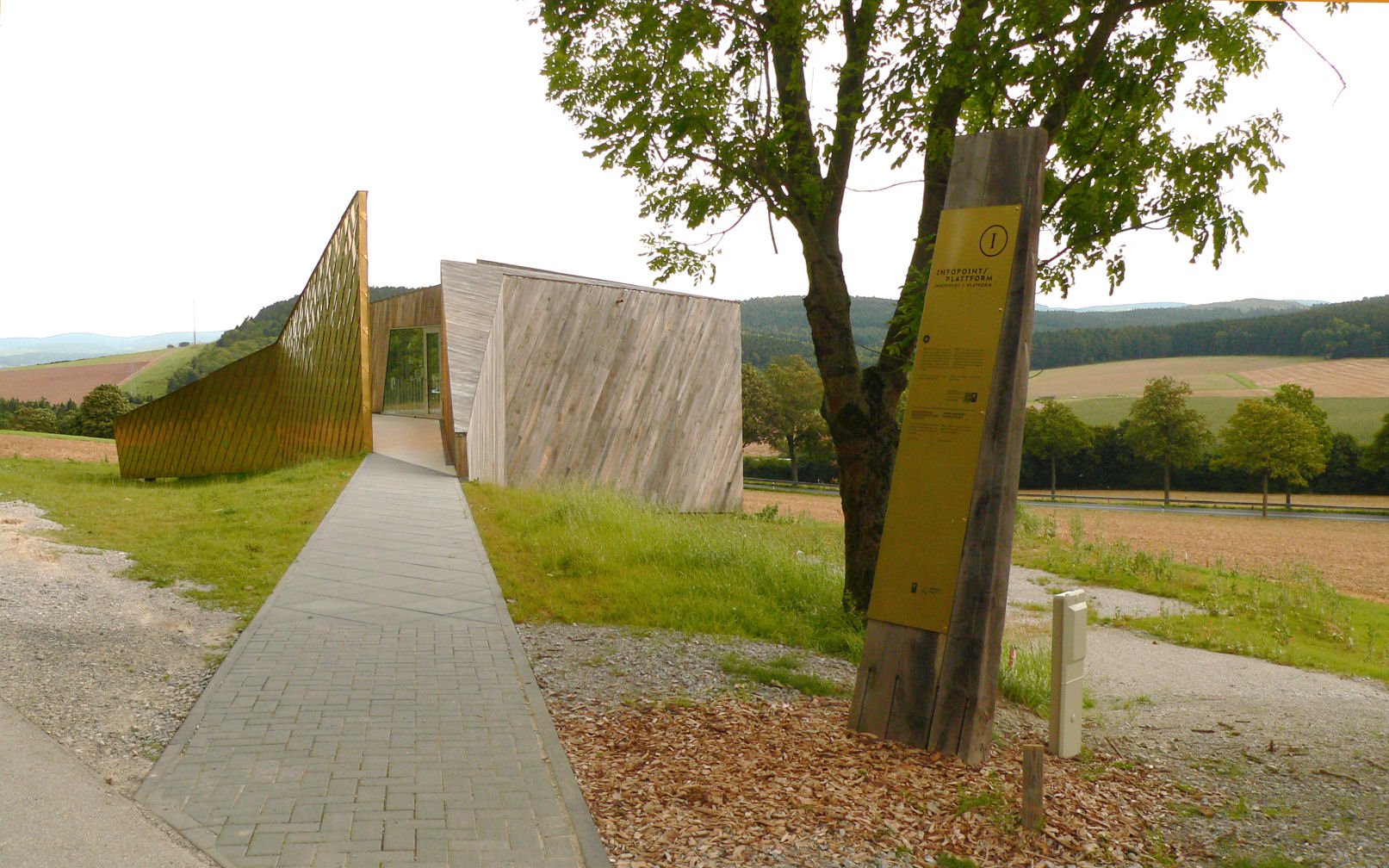
Point d'information en 2014.